# Parafia Miłosierdzia Bożego w Łukawcu
Parafia Miłosierdzia Bożego w Łukawcu – parafia rzymskokatolicka terytorialnie należąca do diecezji rzeszowskiej, dekanatu Rzeszów Północ. 
Erygowana w dniu 21 lipca 1978 roku.
Mieszkańcy parafii:
- mieszkańców - 1108
- wiernych - 1100
- innowierców - 3
- niewierzących - 5